# Ruđer Josip Bošković
Ruđer Josip Bošković (italià: Ruggero Giuseppe Boscovich)  (Dubrovnik, 18 de maig de 1711 - Milà, 13 de febrer de 1787) fou un físic, astrònom, matemàtic, filòsof, poeta i jesuïta de la República de Ragusa (avui Dubrovnik a Croàcia).

## Vida
Fill de Nicola Boscovich, un comerciant d'origen serbi, i de Paula Bettera, membre d'una distingida família originària de Bèrgam (Itàlia). El seu nom derivaria del seu oncle, Ruggero Bettera. Des dels nou anys fins als catorze va estudiar al col·legi jesuïta de Dubrovnik, el Collegium Ragusinum. El 1725 va anar a Roma per estudiar al Collegio Romano (actual Pontifícia Universitat Gregoriana) del qual va ser nomenat professor de matemàtiques abans d'acabar els seus estudis de teologia. El 1744 va finalitzar els estudis de teologia i es va convertir en membre ple dret de la Companyia de Jesús.
El 1760 va abandonar Roma per viatjar a París i Londres on va esdevenir membre de l'Acadèmia Francesa de les Ciències i de la Royal Society, respectivament. A partir de 1761 va viatjar per tot Europa, amb una llarga estança a Constantinoble i un llarg viatge de retorn per Tràcia, Bulgària i Moldàvia fins a arribar a Varsòvia, viatge que va relatar en una crònica publicada el 1772 a Lausana en francès.

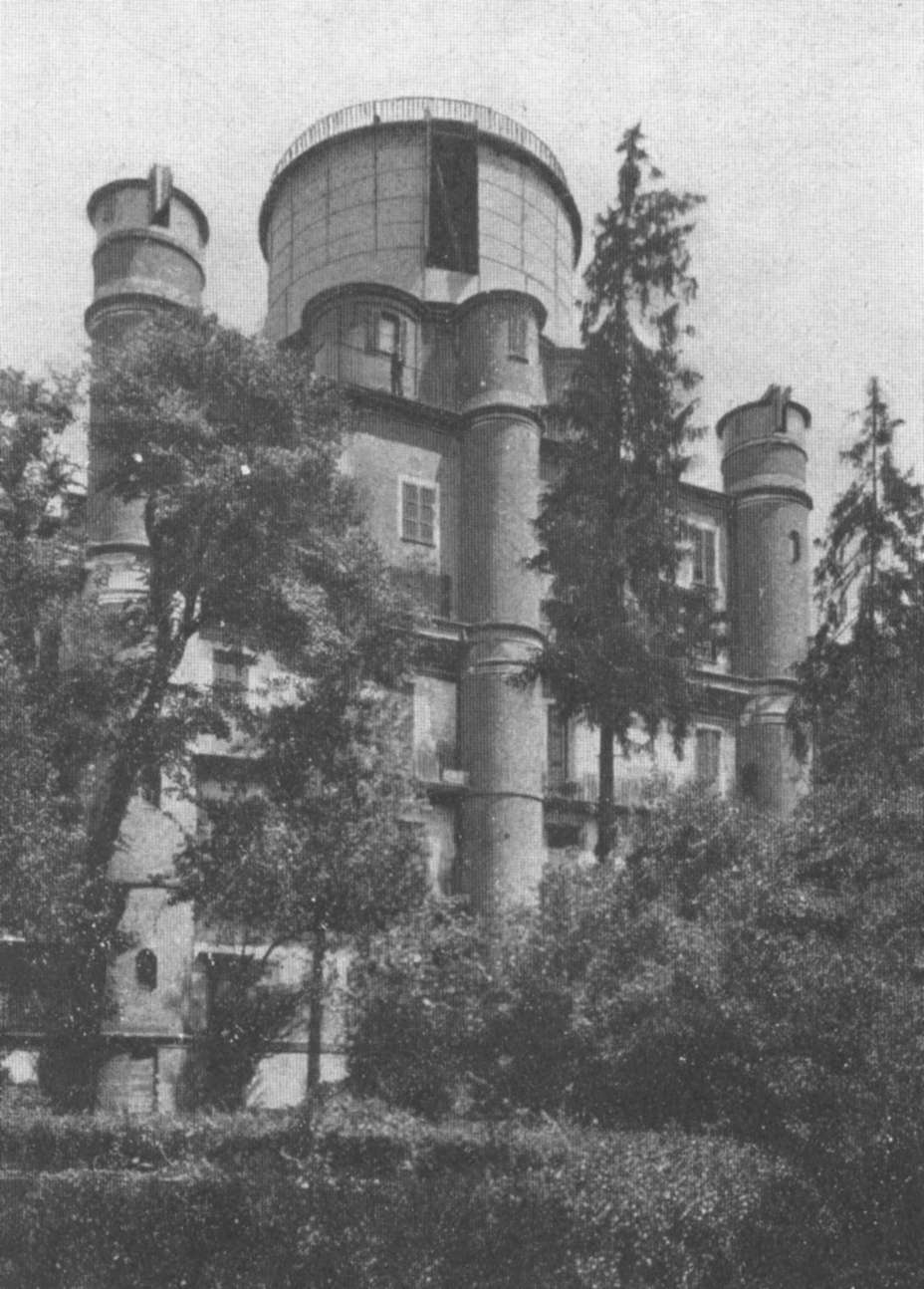
L'observatori astronòmic de Brera a finals del segle XIX.

En retornar a Itàlia el 1763, va acceptar una càtedra de matemàtiques a la universitat de Pavia, amb la missió de crear i dirigir un observatori astronòmic al districte de Brera a Milà. Boscovich va tenir un paper fonamental en el desenvolupament de l'observatori i en el seu equipament d'instrumental. Malauradament les relacions amb els altres astrònoms es van deteriorar fins al punt que el 1773 Boscovich va renunciar als seus càrrecs a l'observatori i a la universitat i va tornar a Roma, coincidint amb la dissolució de l'orde jesuïta decretada pel papa Climent XIV.
Quan ja estava decidit a retirar-se a la seva ciutat natal, va rebre l'oferta de Lluís XV de França de dirigir l'institut d'òptica de la Marina Reial Francesa, càrrec que va acceptar i es va traslladar a París. El 1783 va retornat a Itàlia per a supervisar les edicions de les seves obres, però a partir de 1785 va patir una decadència física i mental que el va conduir a la mort a començaments de 1787. Va ser enterrat a l'església de Santa Maria Podone de Milà, però en ser destruïda aquesta església pels bombardejos de la Segona Guerra Mundial, les seves despulles van ser traslladades al Panteó Famedio del cementiri Monumental de Milà.

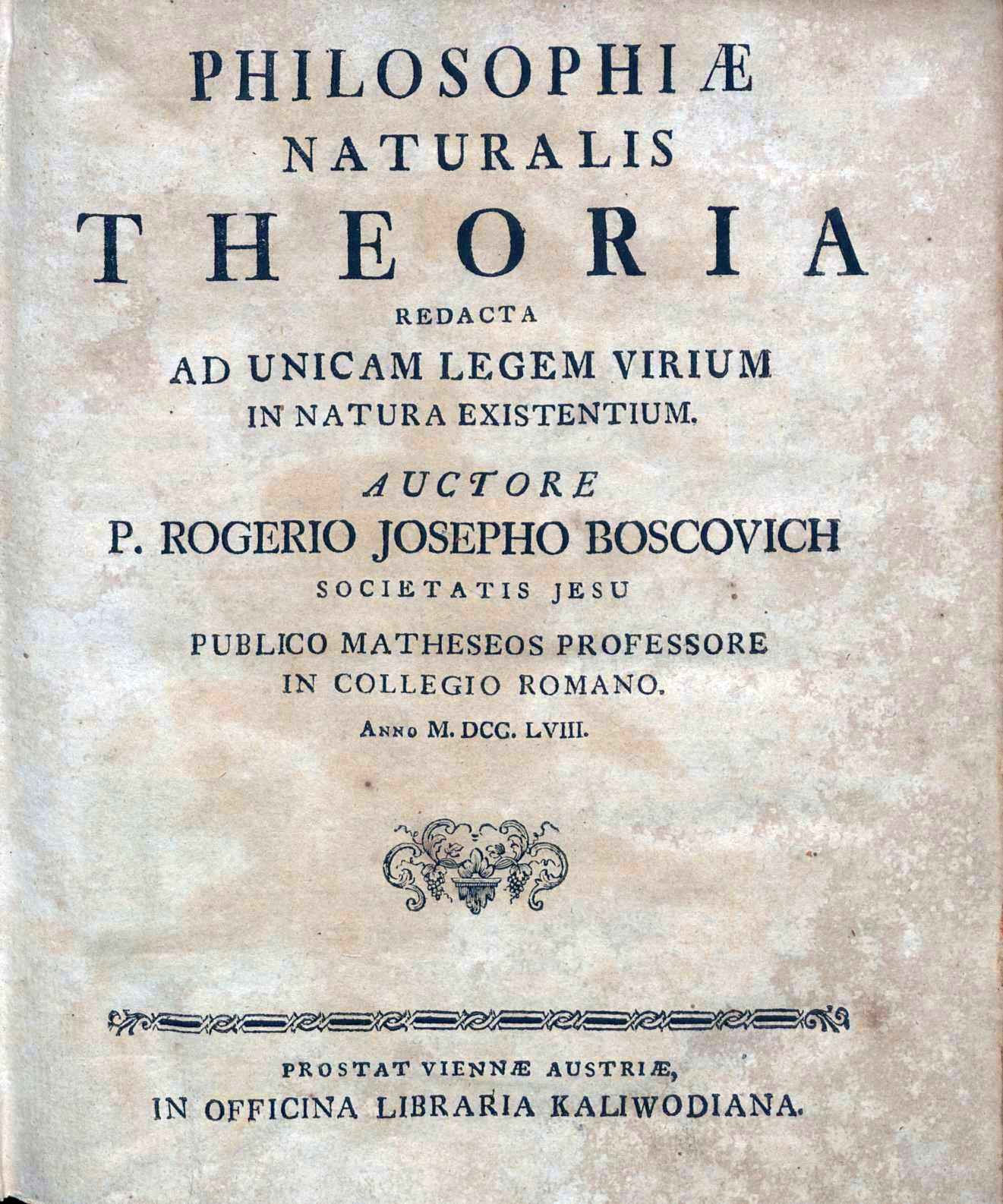
Portada de la primera edició de la Philosophiae naturalis theoria... (1758).

## Obra
La seva obra més notable és Philosophiae naturalis theoria redacta ad unicam legem virium in natura existentium (Teoria de la filosofia natural reduïda a la única llei de forces existent a la natura) publicada a Viena el 1758 i reeditada en diverses ocasions. En ella desenvolupa la seva teoria atòmica, clarament elaborada en un sistema precís formulat utilitzant els principis de la mecànica newtoniana, però inspirant-se en les mònades leibnitzianes. Boscovich pensa en uns elements primaris, els puncta, perfectament inextensos i exactament idèntics (identitat refutada cinquanta anys més tard per John Dalton), que s'atrauen o es repelen depenen de la seva distància. Tot això analitzat sota una metodologia de verificació de les hipòtesis que fa pensar en les modernes teories de la falsabilitat i que prefigura el determinisme físic dels científics del segle XIX. Aquesta obra va ser la inspiració que va motivar a Michael Faraday a desenvolupar les seves teories sobre el camp electromagnètic i el propi Nietszche va dir que, de la mateixa manera que Copèrnic havia demostrat que l'aparent immobilitat de la Terra era una ficció, Boscovich havia mostrat que l'aparent continuïtat de la matèria també ho era.
Boscovich també va fer grans contribucions a l'astronomia, incloent-hi el procediment geomètric per determinar l'equador d'un planeta en rotació a partir de tres observacions de la seva superfície i l'òrbita d'un planeta a partir de tres observacions de la seva posició. Entre els seus suggeriments es troben la de la creació d'un any geofísic internacional, la utilització del cautxú i la d'excavar per trobar les restes de Troia, això últim en ocasió del seu viatge a Constantinoble, el novembre de 1761, per observar un trànsit de Venus.
Per encàrrec de la cort vaticana, va fer treballs de geodesia i cartografia amb la finalitat d'establir un mapa de les possessions vaticanes, publicat el 1755.
També per encàrrec papal, va salvar de l'enfonsament la cúpula de la Basílica de Sant Pere, estudiant els seus desperfectes el 1743, juntament amb François Jacquier i Thomas Le Seur, i proposant la col·locació de cinc anells de ferro rodejant-la.

## Interès científic per la seva obra
- Boscovich es va entrevistar amb Benjamin Franklin, que li va mostrar les seves experiències en electricitat.
- Durant el segle XX es desperta l'interès d'alguns físics per la seva teoria, realitzant alguns congressos sobre això. Entre els assistents figuren: Marie-Antoinette Tonnelat, Arnaud Denjoy, Lancelot Law Whyte, V. A. Fock, B. M. Kedrova i Bernard Cohen.
- Nikola Tesla tenia un exemplar de Theoria Philosophiae Naturalis, que consultava regularment.
- Werner Heisenberg va tractar d'aplicar les idees de Boscovich, encara que sense grans resultats.

## Honors rebuts
- 1740 - Sent novici i sense haver acabat els seus estudis de teologia, és nomenat professor de matemàtiques a l'Escola Jesuïta de Roma (el Collegio Romano).
- L'emperadriu Maria Teresa i l'emperador Francesc d'Àustria li atorguen títols de noblesa, que rebutja a causa del seu jurament a la Companyia de Jesús.
- 1760 - Membre honorari de l'Acadèmia de Ciències de Sant Petersburg.
- 12 juliol 1760 - Escollit membre de la Royal Society, a Anglaterra